# Бангладешско-мьянманская граница

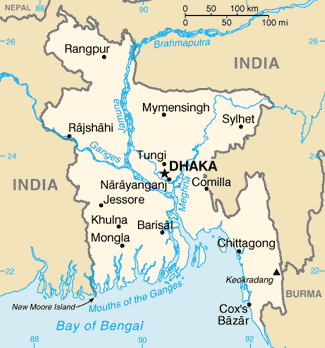
Бангладеш граничит с Мьянмой на востоке

Государственная граница между Бангладеш и Мьянмой имеет протяжённость 271 километра и проходит по реке Наф.
Напряжённость в районе этой границы связана с постоянным перевозом контрабандной продукции и проходящим через неё незаконным транзитным маршрутом. Бирманские власти строят вдоль границы бетонный забор с колючей проволокой с целью недопущения незаконного пересечения границы. В 2010 году правительство Мьянмы сосредоточило здесь большое количество воинских подразделений.
Кроме того, Бангладеш и Мьянма имеют и морскую границу в водах Бенгальского залива, по вопросу определения которой Бангладеш обратилась в Международный трибунал. Вопрос был решён в трибунале ООН в марте 2012 года.